# 1992 WT1
1992 WT1 är en asteroid i huvudbältet, som upptäcktes den 18 november 1992 av den japanske amatörastronomen Atsushi Sugie i Dynic-observatoriet.
Asteroiden har en diameter på ungefär 13 kilometer.